# 瑞克和莫蒂 (第六季)
美國電視科幻情景喜劇動畫《瑞克和莫蒂》第六季於2022年9月4日首播，並於12月11日完結，共播出10集。本季中賈斯汀·羅蘭德繼續聲演兩名主要角色。本季在2020年5月的第四季播出前已被續訂。

## 配音和角色

### 主要角色
- 賈斯汀·羅蘭德 聲演 瑞克·桑切斯和莫蒂·史密斯（英语：Morty Smith）：瑞克是個古怪的瘋狂科學家，莫蒂是他善良、多愁善感的外孫。
- 克里斯·帕內爾 聲演 傑瑞·史密斯：瑞克的女婿兼莫蒂的父親。
- 史賓瑟·葛拉莫（英语：Spencer Grammer） 聲演 桑美·史密斯：瑞克的外孫女兼莫蒂的姐姐。
- 莎拉·查爾克 聲演 貝絲·史密斯：瑞克的女兒兼莫蒂的母親，是一名獸醫。

## 集數
| 總集數 | 集數 （季） | 標題 | 導演               | 編劇              | 首播日期       | 製作 代碼 | 美國收視人數 （百萬） |
| ------ | ----------- | ---- | ------------------ | ----------------- | -------------- | --------- | --------------------- |
| 52     | 1           |      | 雅各·海爾          | 阿爾布羅·倫迪     | 2022年9月4日   | RAM-601   | 0.66                  |
| 53     | 2           |      | 林慶熙             | 亞歷克斯·魯本斯   | 2022年9月11日  | RAM-602   | 0.60                  |
| 54     | 3           |      | 道格拉斯·奧爾森    | 安妮·蓮恩         | 2022年9月18日  | RAM-603   | 0.55                  |
| 55     | 4           |      | 雅各·海爾          | 羅伯·施拉布       | 2022年9月25日  | RAM-605   | 0.60                  |
| 56     | 5           |      | 道格拉斯·奧爾森    | 海瑟·安妮·坎貝爾  | 2022年10月2日  | RAM-607   | 0.58                  |
| 57     | 6           |      | 林慶熙             | 尼古拉斯·瑞瑟福德 | 2022年10月9日  | RAM-606   | 0.54                  |
| 58     | 7           |      | 盧卡斯·格雷        | 亞歷克斯·魯本斯   | 2022年11月20日 | RAM-608   | 0.51                  |
| 59     | 8           |      | 菲爾·馬可·薩加德卡 | 詹姆斯·西西里亞諾 | 2022年11月27日 | RAM-604   | 0.53                  |
| 60     | 9           |      | 雅各·海爾          | 安妮·蓮恩         | 2022年12月4日  | RAM-609   | 0.53                  |
| 61     | 10          |      | 林慶熙             | 史考特·馬德       | 2022年12月11日 | RAM-610   | 0.49                  |

## 製作

### 發展
本季屬於影集的作者賈斯汀·羅蘭德和丹·哈蒙與Adult Swim在2018年續訂的未限定季數的70集中的一部分。其中20集已作為第四季與第五季播出。2020年2月，官方宣佈正在籌備《瑞克和莫蒂》的第六季。

### 選角
主要配音員賈斯汀·羅蘭德、克里斯·帕內爾、史賓瑟·葛拉莫和莎拉·查爾克已確認將回歸聲演劇中的史密斯家族。此外彼得·汀克萊傑亦在本季的第二集中客串。

### 劇本創作
在嚴重特殊傳染性肺炎疫情期間，製作團隊透過Zoom繼續撰寫劇本，丹·哈蒙於2020年11月表示製作情形「相當順利」。2021年3月，哈蒙證實他們在寫作的過程中「已經很晚了」。

## 迴響
本季在爛番茄根據47篇評論獲得95%的新鮮度，平均評比為8.10/10，在Metacritic中共有4篇評論為第六季的加權平均分數給出86分（滿分為100），表示其為「廣泛的好評」。本季亦被奧提歐斯獎中的動畫劇集最佳演員獎提名。

## 外部連結
- 《瑞克和莫蒂 (第六季)》各集列表 来自互联网电影数据库